# VK Obninsk
VK Obninsk est un club russe de volley-ball fondé en 2004 et basé à Obninsk, évoluant pour la saison 2017-2018 en Majeure Ligue B.

## Effectifs

### Saison 2014-2015
Entraîneur :  Sergueï Pojalov